# Futbol Club Barcelona Bàsquet 2004-2005
Questa voce raccoglie le informazioni riguardanti il Futbol Club Barcelona Bàsquet nelle competizioni ufficiali della stagione 2004-2005.

## Stagione
La stagione 2004-2005 del Futbol Club Barcelona Bàsquet è la 47ª nel massimo campionato spagnolo di pallacanestro, la Liga ACB.

## Roster
Aggiornato al 14 luglio 2018.
| Winterthur FC Barcelona 2004-05 | Winterthur FC Barcelona 2004-05 |
| Giocatori                       | Staff tecnico                   |
| ------------------------------- | ------------------------------- |

| N. | Naz.                                                | Ruolo | Nome                     | Anno | Alt.   | Peso   |  |
| -- | --------------------------------------------------- | ----- | ------------------------ | ---- | ------ | ------ |  |
| 6  | Macedonia del Nord (bandiera) · Slovenia (bandiera) | P     | Vlado Ilievski           | 1980 | 188 cm | 82 kg  |  |
| 7  | Slovenia (bandiera) · Italia (bandiera)             | AG    | Gregor Fučka             | 1971 | 215 cm | 98 kg  |  |
| 8  | Spagna (bandiera)                                   | AG    | Jordi Trias              | 1980 | 206 cm | 105 kg |  |
| 9  | Danimarca (bandiera)                                | A     | Christian Drejer         | 1982 | 206 cm | 102 kg |  |
| 10 | Serbia e Montenegro (bandiera)                      | AP    | Dejan Bodiroga           | 1973 | 205 cm | 110 kg |  |
| 11 | Spagna (bandiera)                                   | G     | Juan Carlos Navarro      | 1980 | 192 cm | 82 kg  |  |
| 12 | Spagna (bandiera)                                   | C     | Roberto Dueñas           | 1975 | 221 cm | 141 kg |  |
| 13 | Spagna (bandiera)                                   | C     | Albert Fontet            | 1986 | 212 cm |        |  |
| 14 | Spagna (bandiera)                                   | AP    | Rodrigo de la Fuente (C) | 1976 | 200 cm | 99 kg  |  |
| 17 | Spagna (bandiera)                                   | AG    | Iván García              | 1986 | 205 cm | 102 kg |  |
| 18 | Spagna (bandiera)                                   | C     | Ramon Espuña             | 1984 | 206 cm |        |  |
| 25 | Croazia (bandiera)                                  | AG    | Andrija Žižić            | 1980 | 207 cm | 106 kg |  |
| 30 | Paesi Bassi (bandiera)                              | C     | Remon van de Hare        | 1982 | 220 cm | 140 kg |  |
| 32 | Spagna (bandiera)                                   | P     | Víctor Sada              | 1984 | 192 cm | 90 kg  |  |
| 33 | Spagna (bandiera)                                   | C     | Marc Gasol               | 1985 | 215 cm | 106 kg |  |
| 42 | Stati Uniti (bandiera) · Spagna (bandiera)          | AG    | Devin Davis              | 1974 | 202 cm | 110 kg |  |
| 44 | Spagna (bandiera)                                   | G     | Roger Grimau             | 1978 | 196 cm | 92 kg  |  |

| Allenatore                                                                                   |
| - Joan Montes (fino al 27 febbraio) - Manolo Flores (dal 27 febbraio)                        |
| Assistente/i                                                                                 |
| - Josep Maria Berrocal - Agustín Cuesta Legenda - (C) Capitano - (IN) Inattivo - Infortunato |

## Mercato

### Sessione estiva
| Acquisti | Acquisti    | Acquisti | Acquisti      | Acquisti |
| R.a      | Nome        | da       | Modalità      |          |
| -------- | ----------- | -------- | ------------- | -------- |
| AG       | Jordi Trias | Girona   | definitivo    |          |
| A        | César Bravo | Breogán  | fine prestito |          |

| Cessioni | Cessioni          | Cessioni            | Cessioni       | Cessioni |
| R.       | Nome              | a                   | Modalità       |          |
| -------- | ----------------- | ------------------- | -------------- | -------- |
| P        | Nacho Rodríguez   | Alicante            | fine contratto |          |
| C        | Patrick Femerling | Panathīnaïkos       | fine contratto |          |
| C        | Anderson Varejão  | Cleveland Cavaliers | fine contratto |          |
| A        | César Bravo       | Manresa             | fine contratto |          |

### Dopo l'inizio della stagione
| Acquisti | Acquisti      | Acquisti        | Acquisti        | Acquisti   |
| R.       | Nome          | da              | Data            | Modalità   |
| -------- | ------------- | --------------- | --------------- | ---------- |
| AG       | Devin Davis   | Free agent      | gennaio 2005    | definitivo |
| AG       | Andrija Žižić | Cibona Zagabria | 21 gennaio 2005 | definitivo |

| Cessioni | Cessioni    | Cessioni | Cessioni     | Cessioni |
| R.       | Nome        | a        | Data         | Modalità |
| -------- | ----------- | -------- | ------------ | -------- |
| AG       | Jordi Trias | Girona   | gennaio 2005 | prestito |